# FC Askania 1900 Aschersleben
FC Askania 1900 Aschersleben was een Duitse voetbalclub uit Aschersleben, Saksen-Anhalt.

## Geschiedenis
De club werd opgericht in 1900. De club speelde vanaf 1908 in de competitie van Harz. In het eerste seizoen won de club de titelfinale van FC Germania Halberstadt, echter werd de club pas tijdens het seizoen lid van de Midden-Duitse voetbalbond en werd de titelfinale gespeeld toen de eindronde al gespeeld werd. Twee jaar later was de competitie in twee groepen verdeeld en werd de club groepswinnaar, maar verloor de titelfinale van Preußen Halberstadt. De volgende jaren kreeg de club ook lokale concurrentie van FC Teutonia. Na de oorlog fungeerde de Harzcompetitie als tweede klasse onder de Kreisliga Elbe.
In 1923 werd de Kreisliga ontbonden en kwamen de vooroorlogse competities terug. Er werd ook een nieuwe competitie opgericht, de Gauliga Elbe-Bode, waar de clubs uit Aschersleben nu gingen spelen. De beste notering was de tweede plaats in 1926/27. De competitie van Elbe-Bode werd in 1928 opgeheven en de clubs werden verdeeld onder andere competities. Askania en stadsrivaal eutonia verhuisden terug naar de competitie van Harz. Askania werd meteen derde terwijl Teutonia op een degradatieplaats eindigde. De volgende seizoenen ging het bergaf en het inmiddels gepromoveerde SpVgg 1908 Aschersleben werd succesvoller dan Askania. In 1932/33 eindigde Askania laatste.
Na dit seizoen werd de competitie geherstructureerd. De Midden-Duitse bond werd ontbonden en de vele competities werden vervangen door de Gauliga Mitte en Gauliga Sachsen. De clubs uit Harz werden te licht bevonden voor de Gauliga Mitte en voor de Bezirksklasse Magdeburg-Anhalt plaatsten zich slechts twee clubs waardoor de club in de Kreisklasse Harz moest gaan spelen. In 1935 werd de club kampioen en kon via de eindronde naar de Bezirksklasse promoveren. De club werd laatste en slaagde er nadien niet meer in te promoveren. 
Na de Tweede Wereldoorlog werden alle Duitse voetbalclubs ontbonden. Askania werd evenals rivalen Teutonia en SpVgg niet meer heropgericht.